# Johannes Volkenand
Johannes Volkenand (* 12. August 1827 in Bengendorf; † 31. Juli 1894 ebenda) war ein deutscher Gutsbesitzer und Mitglied des Kurhessischen Kommunallandtags des preußischen Regierungsbezirks Kassel. 

## Leben
Johannes Volkenand wurde als Sohn des Gutsbesitzers Georg Volkenand und dessen Ehefrau Elisabeth Haas geboren. Er übernahm in seinem Heimatort den elterlichen Gutshof. 1884 erhielt er als einer der Vertreter aus dem Stand der höchstbesteuerten Grundbesitzer und Gewerbetreibenden im Landkreis Hersfeld ein Mandat für den Kurhessischen Kommunallandtag des preußischen Regierungsbezirks Kassel. Volkenand blieb bis 1885 in dem Parlament.